# Готартув
Готартув (пол. Gotartów, нім. Gottersdorf) — село в Польщі, у гміні Ключборк Ключборського повіту Опольського воєводства.
Населення — 530 осіб (2011).

## Демографія
Демографічна структура станом на 31 березня 2011 року:
|          | Загалом | Допрацездатний вік | Працездатний вік | Постпрацездатний вік |
| -------- | ------- | ------------------ | ---------------- | -------------------- |
| Чоловіки | 264     | 66                 | 189              | 9                    |
| Жінки    | 266     | 58                 | 170              | 38                   |
| Разом    | 530     | 124                | 359              | 47                   |